# División Encke

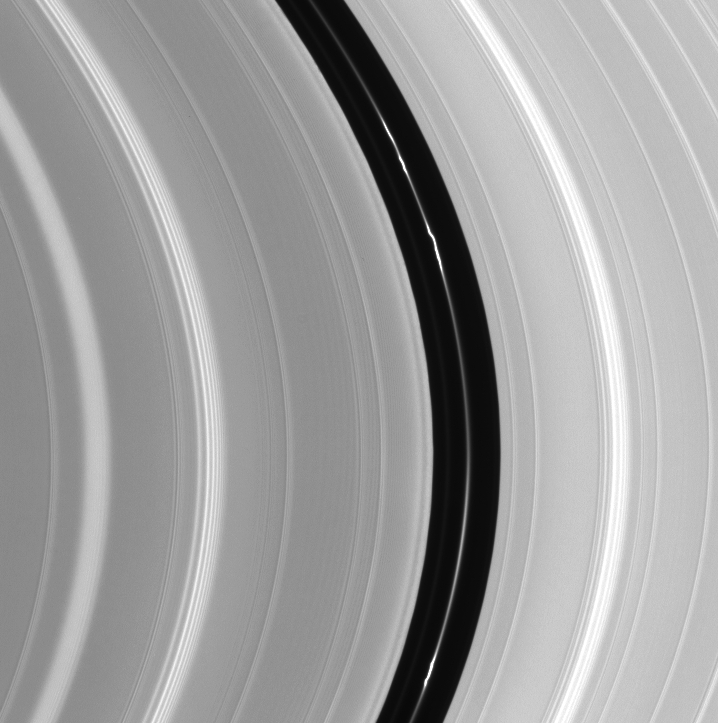
La división Encke.

La división Encke (del inglés: Encke Gap), es un hueco dentro del Anillo A del planeta Saturno.
La división se extiende desde una distancia de 133 580 kilómetros del centro de Saturno y tiene una anchura de 325 kilómetros. Dentro de este hueco, circula la luna de Saturno Pan que mantiene libre de material la división.
Las imágenes de la sonda Cassini ha mostrado que hay un anillo delgado, dentro del hueco. Aunque la luna no se ve, sí se observan las ondas que causa en este anillo.
El propio Johann Encke no observó esta división y fue nombrada en honor de sus observaciones en el anillo. La división fue descubierta por James Edward Keeler en 1888. La segunda división  importante en el anillo A, descubierta por el Voyager, fue nombrada en reconocimiento de este último como división Keeler.